# Prêmios recebidos pela Unidos de Vila Isabel
A lista de prêmios recebidos pela Unidos de Vila Isabel reúne as premiações extraoficiais e as condecorações recebidas pelo Grêmio Recreativo Escola de Samba Unidos de Vila Isabel. A agremiação foi fundada em 4 de abril de 1946 por Antônio Fernandes da Silveira (Seu China); Aílton Cléber da Silva; Antonio Rodrigues (Tuninho Carpinteiro); Ari Barbosa; Cesso da Silva; Joaquim José Rodrigues (Quinzinho); Osmar Mariano; Paulo Gomes de Aquino (Paulo Brazão); e Servan Heitor de Carvalho. Também participaram da fundação outros sambistas e foliões da região de Vila Isabel. O nome "Unidos de Vila Isabel" faz referência ao bairro de origem da agremiação. A escola tem como símbolo uma coroa, em referência à Princesa Isabel. Suas cores oficiais são o branco e o azul, sendo que a Vila adota o tom de azul-celeste.
A Vila Isabel é uma das maiores vencedora do prêmio Estandarte de Ouro, considerado o "óscar do carnaval carioca". Também conquistou diversas premiações como Tamborim de Ouro, S@mba-Net, Estrela do Carnaval, Prêmio SRzd, entre outras. Possui três títulos na elite do carnaval, conquistados nos anos de 1988, 2006 e 2013. Ocupa a posição de sétima maior vencedora no ranking de campeãs do carnaval carioca. 

## Estandarte de Ouro
O Estandarte de Ouro é o mais antigo e importante prêmio extraoficial do carnaval do Rio de Janeiro, sendo conhecido como "Óscar do samba" ou "Óscar do carnaval", numa referência ao Óscar. Sua primeira edição foi realizada em 1972. É organizado e oferecido pelos jornais O Globo e Extra. Contempla a primeira e a segunda divisão do carnaval. Os vencedores são escolhidos por um júri formado por jornalistas, repórteres e colunistas do Jornal O Globo, da Rede Globo e da Rádio Globo; além de artistas ligados à música e às artes.

### Prêmios por categoria
| Categoria                                      | Total | Ano                                            |
| ---------------------------------------------- | ----- | ---------------------------------------------- |
| Melhor Escola                                  | 3     | 1987, 1988, 2012                               |
| Samba-enredo (Especial)                        | 6     | 1980, 1984, 1988, 1993, 1994, 2013             |
| Samba-enredo (Acesso)                          | 1     | 2003                                           |
| Enredo                                         | 3     | 1988, 2010, 2012                               |
| Bateria                                        | 4     | 1977, 1980,1988, 2020                          |
| Mestre-sala                                    | 8     | 1992, 1997, 2007, 2009, 2010, 2011, 2012, 2016 |
| Porta-bandeira                                 | 4     | 1997, 2010, 2012, 2014                         |
| Comissão de Frente                             | 2     | 1989, 2009                                     |
| Melhor Ala                                     | 2     | 1995, 2010                                     |
| Ala de Baianas                                 | 2     | 1985, 2012                                     |
| Ala de Passistas                               | 2     | 2016, 2023                                     |
| Personalidade                                  | 7     | 1978, 1980, 1998, 2000, 2009, 2012, 2018       |
| Revelação                                      | 2     | 1977, 2019                                     |
| Passista Feminino (Categoria extinta em 2019)  | 4     | 1998, 2000, 2005, 2013                         |
| Passista Masculino (Categoria extinta em 2019) | 5     | 1983, 1994, 1999, 2018, 2019                   |
| Ala de Crianças (Categoria extinta em 1994)    | 1     | 1988                                           |
| Destaque Masculino (Categoria extinta em 1986) | 1     | 1983                                           |
| Total até 2025: 57 prêmios                     |       |                                                |

### Relação completa
| Ano  | Categoria premiada                                                                                   | C  | Referência    |
| ---- | --- | -- | ------------- |
| 1977 | Bateria                                                                                              | 1  | [ 5 ] [ 6 ]   |
| 1977 | Revelação (Isaura de Assis - Primeira Porta-bandeira)                                                | 2  | [ 5 ] [ 6 ]   |
| 1978 | Personalidade (Martinho da Vila)                                                                     | 3  | [ 5 ] [ 7 ]   |
| 1980 | Samba-enredo ("Sonho de Um Sonho")                                                                   | 4  | [ 5 ] [ 8 ]   |
| 1980 | Bateria                                                                                              | 5  | [ 5 ] [ 8 ]   |
| 1980 | Personalidade (Trambique)                                                                            | 6  | [ 5 ] [ 8 ]   |
| 1983 | Destaque Masculino (Paulo Brazão)                                                                    | 7  | [ 5 ] [ 9 ]   |
| 1983 | Passista Masculino (Chocolate)                                                                       | 8  | [ 5 ] [ 9 ]   |
| 1984 | Samba-enredo ("Pra Tudo se Acabar na Quarta-feira")                                                  | 9  | [ 5 ] [ 10 ]  |
| 1985 | Ala de Baianas                                                                                       | 10 | [ 5 ] [ 11 ]  |
| 1987 | Melhor Escola                                                                                        | 11 | [ 5 ] [ 12 ]  |
| 1988 | Melhor Escola                                                                                        | 12 | [ 5 ] [ 13 ]  |
| 1988 | Samba-enredo ("Kizomba, a Festa da Raça")                                                            | 13 | [ 5 ] [ 13 ]  |
| 1988 | Enredo ("Kizomba, a Festa da Raça")                                                                  | 14 | [ 5 ] [ 13 ]  |
| 1988 | Bateria                                                                                              | 15 | [ 5 ] [ 13 ]  |
| 1988 | Ala de Crianças                                                                                      | 16 | [ 5 ] [ 13 ]  |
| 1989 | Comissão de Frente                                                                                   | 17 | [ 5 ] [ 14 ]  |
| 1992 | Mestre-sala (Carlinhos Brilhante)                                                                    | 18 | [ 5 ] [ 15 ]  |
| 1993 | Samba-enredo ("Gbala, Viagem ao Templo da Criação")                                                  | 19 | [ 5 ] [ 16 ]  |
| 1994 | Samba-enredo ("Muito Prazer! Isabel de Bragança Drummond Rosa da Silva, mas Pode Me Chamar de Vila") | 20 | [ 5 ] [ 17 ]  |
| 1994 | Passista Masculino (Ciro do Agogô)                                                                   | 21 | [ 5 ] [ 17 ]  |
| 1995 | Melhor Ala                                                                                           | 22 | [ 5 ] [ 18 ]  |
| 1997 | Mestre-sala (Bira)                                                                                   | 23 | [ 5 ] [ 19 ]  |
| 1997 | Porta-bandeira (Tuca)                                                                                | 24 | [ 5 ] [ 19 ]  |
| 1998 | Passista Feminino (Aldione Sena)                                                                     | 25 | [ 5 ] [ 20 ]  |
| 1998 | Personalidade (Dinorah - Diretora do Dep. Cultural da escola)                                        | 26 | [ 5 ] [ 20 ]  |
| 1999 | Passista Masculino (Walcyr)                                                                          | 27 | [ 5 ] [ 21 ]  |
| 2000 | Passista Feminino (Aldione Sena)                                                                     | 28 | [ 5 ] [ 22 ]  |
| 2000 | Personalidade (Oswaldo Jardim - Carnavalesco da escola)                                              | 29 | [ 5 ] [ 22 ]  |
| 2003 | Samba-enredo ("Oscar Niemeyer, o Arquiteto no Recanto da Princesa")                                  | 30 | [ 5 ] [ 23 ]  |
| 2005 | Passista Feminino (Dandara)                                                                          | 31 | [ 5 ] [ 24 ]  |
| 2007 | Mestre-sala (Raphael Rodrigues)                                                                      | 32 | [ 5 ] [ 25 ]  |
| 2009 | Mestre-sala (Julinho Nascimento)                                                                     | 33 | [ 5 ] [ 26 ]  |
| 2009 | Comissão de Frente                                                                                   | 34 | [ 5 ] [ 26 ]  |
| 2009 | Personalidade (Mercedes Baptista - Coreógrafa homenageada no desfile)                                | 35 | [ 5 ] [ 26 ]  |
| 2010 | Enredo ("Noel: a Presença do Poeta da Vila")                                                         | 36 | [ 5 ] [ 27 ]  |
| 2010 | Mestre-sala (Julinho Nascimento)                                                                     | 37 | [ 5 ] [ 27 ]  |
| 2010 | Porta-bandeira (Rute Alves)                                                                          | 38 | [ 5 ] [ 27 ]  |
| 2010 | Melhor Ala ("Bloco Faz Vergonha")                                                                    | 39 | [ 5 ] [ 27 ]  |
| 2011 | Mestre-sala (Julinho Nascimento)                                                                     | 40 | [ 5 ] [ 28 ]  |
| 2012 | Melhor Escola                                                                                        | 41 | [ 5 ] [ 29 ]  |
| 2012 | Enredo ("Você Semba Lá .... Que Eu Sambo Cá! O Canto Livre de Angola")                               | 42 | [ 5 ] [ 29 ]  |
| 2012 | Mestre-sala (Julinho Nascimento)                                                                     | 43 | [ 5 ] [ 29 ]  |
| 2012 | Porta-bandeira (Rute Alves)                                                                          | 44 | [ 5 ] [ 29 ]  |
| 2012 | Ala de Baianas                                                                                       | 45 | [ 5 ] [ 29 ]  |
| 2012 | Personalidade (Rosa Magalhães - Carnavalesca da escola)                                              | 46 | [ 5 ] [ 29 ]  |
| 2013 | Samba-enredo ("A Vila Canta o Brasil, Celeiro do Mundo - Água no Feijão que Chegou Mais Um")         | 47 | [ 30 ]        |
| 2013 | Passista Feminino (Kelly Amaral)                                                                     | 48 | [ 30 ]        |
| 2014 | Porta-bandeira (Giovanna Justo)                                                                      | 49 | [ 31 ]        |
| 2016 | Mestre-sala (Phelipe Lemos)                                                                          | 50 | [ 32 ]        |
| 2016 | Ala de Passistas                                                                                     | 51 | [ 32 ]        |
| 2018 | Passista Masculino (André Samma)                                                                     | 52 | [ 33 ] [ 34 ] |
| 2018 | Personalidade (Martinho da Vila)                                                                     | 53 | [ 33 ] [ 34 ] |
| 2019 | Passista Masculino (Hudson Gaspar)                                                                   | 54 | [ 35 ] [ 36 ] |
| 2019 | Revelação (Macaco Branco - Mestre de Bateria)                                                        | 55 | [ 35 ] [ 36 ] |
| 2020 | Bateria                                                                                              | 56 | [ 37 ]        |
| 2023 | Ala de Passistas                                                                                     | 57 | [ 38 ]        |

## Estrela do Carnaval
Estrela do Carnaval é uma premiação organizada e concedida pelo site Carnavalesco à primeira e segunda divisões do carnaval carioca. Sua primeira edição foi realizada em 2008. Até 2011 foi realizada em parceria com o site SRZD. Os premiados são escolhidos por jornalistas, comentaristas, radialistas e fotógrafos que fazem a cobertura dos desfiles das escolas de samba.
| Ano  | Categoria premiada                                                                           | C  | Referência           |
| ---- | -------------------------------------------------------------------------------------------- | -- | -------------------- |
| 2008 | Carnavalesco (Alex de Souza)                                                                 | 1  | [ 40 ] [ 41 ]        |
| 2008 | Conjunto de Fantasias                                                                        | 2  | [ 40 ] [ 41 ]        |
| 2009 | Comissão de Frente                                                                           | 3  | [ 39 ] [ 42 ] [ 43 ] |
| 2009 | Mestre-sala e Porta-bandeira (Julinho Nascimento e Rute Alves)                               | 4  | [ 39 ] [ 42 ] [ 43 ] |
| 2009 | Originalidade (Alegoria do "Bota-abaixo")                                                    | 5  | [ 39 ] [ 42 ] [ 43 ] |
| 2010 | Passista Feminino (Georgia Gomes)                                                            | 6  | [ 44 ] [ 45 ]        |
| 2011 | Conjunto de Fantasias                                                                        | 7  | [ 46 ] [ 47 ]        |
| 2012 | Desfile do Ano                                                                               | 8  | [ 48 ] [ 49 ]        |
| 2012 | Comissão de Frente                                                                           | 9  | [ 48 ] [ 49 ]        |
| 2013 | Desfile do Ano                                                                               | 10 | [ 50 ]               |
| 2013 | Samba-enredo ("A Vila Canta o Brasil, Celeiro do Mundo - Água no Feijão que Chegou Mais Um") | 11 | [ 50 ]               |
| 2013 | Ala de Baianas                                                                               | 12 | [ 50 ]               |
| 2019 | Comissão de Frente                                                                           | 13 | [ 51 ]               |
| 2019 | Conjunto de Fantasias                                                                        | 14 | [ 51 ]               |
| 2019 | Ala de Baianas                                                                               | 15 | [ 51 ]               |
| 2020 | Desfile do Ano                                                                               | 16 | [ 52 ]               |
| 2020 | Intérprete (Tinga)                                                                           | 17 | [ 52 ]               |
| 2020 | Harmonia                                                                                     | 18 | [ 52 ]               |
| 2020 | Conjunto de Alegorias                                                                        | 19 | [ 52 ]               |
| 2022 | Intérprete (Tinga)                                                                           | 20 | [ 53 ]               |
| 2022 | Ala de Baianas                                                                               | 21 | [ 53 ]               |
| 2023 | Intérprete (Tinga)                                                                           | 22 | [ 54 ]               |
| 2023 | Mestre-sala e Porta-bandeira (Marcinho Siqueira e Cristiane Caldas)                          | 23 | [ 54 ]               |
| 2023 | Conjunto Alegórico                                                                           | 24 | [ 54 ]               |
| 2023 | Originalidade (Alegoria "Festas de São Jorge")                                               | 25 | [ 54 ]               |
| 2024 | Bateria                                                                                      | 26 | [ 55 ]               |

## Fala Galera Carna Insta
Fala Galera Carna Insta é um prêmio concedido desde 2022 pelo site carnainsta junto com o canal Fala Galera às escolas de samba da primeira e da segunda divisão do carnaval carioca.
| Ano  | Categoria premiada | C | Referência |
| ---- | ------------------ | - | ---------- |
| 2022 | Bateria            | 1 | [ 56 ]     |
| 2022 | Harmonia           | 2 | [ 56 ]     |
| 2023 | Intérprete (Tinga) | 3 | [ 57 ]     |
| 2023 | Harmonia           | 4 | [ 57 ]     |

## Feras da Sapucaí
Feras da Sapucaí é um prêmio concedido desde 2022 pela revista Feras do Carnaval às escolas de samba da primeira e da segunda divisão do carnaval carioca.
| Ano  | Categoria premiada                                                  | C | Referência |
| ---- | ------------------------------------------------------------------- | - | ---------- |
| 2022 | Ala de Passistas                                                    | 1 | [ 58 ]     |
| 2023 | Mestre-sala e Porta-bandeira (Marcinho Siqueira e Cristiane Caldas) | 2 | [ 59 ]     |

## Gato de Prata
Troféu Gato de Prata é um prêmio idealizado e concedido pelo cantor, compositor e jornalista Tico do Gato à primeira e segunda divisões do carnaval carioca. Sua primeira edição foi realizada em 2010. A escolha dos contemplados é feita por jornalistas, comentaristas, radialistas e fotógrafos que fazem a cobertura dos desfiles das escolas de samba.
| Ano  | Categoria premiada                                                                           | C  | Referência    |
| ---- | -------------------------------------------------------------------------------------------- | -- | ------------- |
| 2011 | Mestre-sala (Julinho Nascimento)                                                             | 1  | [ 61 ]        |
| 2011 | Porta-bandeira (Rute Alves)                                                                  | 2  | [ 61 ]        |
| 2012 | Melhor Escola                                                                                | 3  | [ 62 ]        |
| 2012 | Mestre-sala (Julinho Nascimento)                                                             | 4  | [ 62 ]        |
| 2012 | Porta-bandeira (Rute Alves)                                                                  | 5  | [ 62 ]        |
| 2013 | Melhor Escola                                                                                | 6  | [ 63 ] [ 64 ] |
| 2013 | Samba-enredo ("A Vila Canta o Brasil, Celeiro do Mundo - Água no Feijão que Chegou Mais Um") | 7  | [ 63 ] [ 64 ] |
| 2013 | Bateria                                                                                      | 8  | [ 63 ] [ 64 ] |
| 2013 | Porta-bandeira (Rute Alves)                                                                  | 9  | [ 63 ] [ 64 ] |
| 2014 | Personalidade (Sabrina Sato - Rainha de Bateria da escola)                                   | 10 | [ 65 ]        |
| 2016 | Mestre-sala (Phelipe Lemos)                                                                  | 11 | [ 66 ]        |
| 2016 | Diretor de Carnaval                                                                          | 12 | [ 66 ]        |
| 2017 | Ala de Passistas Feminino                                                                    | 13 | [ 60 ]        |
| 2017 | Rainha de Bateria (Sabrina Sato)                                                             | 14 | [ 60 ]        |
| 2019 | Conjunto Alegórico                                                                           | 15 | [ 67 ]        |
| 2019 | Carnavalesco (Edson Pereira)                                                                 | 16 | [ 67 ]        |
| 2019 | Revelação (Macaco Branco - Mestre de Bateria)                                                | 17 | [ 67 ]        |
| 2020 | Bateria                                                                                      | 18 | [ 68 ]        |
| 2023 | Intérprete (Tinga)                                                                           | 19 | [ 69 ]        |
| 2023 | Harmonia                                                                                     | 20 | [ 69 ]        |
| 2024 | Bateria                                                                                      | 21 | [ 70 ]        |
| 2024 | Ala de Baianas                                                                               | 22 | [ 70 ]        |
| 2025 | Ala de Baianas                                                                               | 23 | [ 71 ]        |

## Machine - Bastidores do Carnaval Carioca
O Prêmio Machine - Bastidores do Carnaval Carioca é uma premiação idealizada por Cátia Calixto, com coordenação de Denise Pinto Pereira e Elizabeth Rodrigues, concedida aos profissionais técnicos que atuam no Sambódromo da Marquês de Sapucaí. O prêmio foi criado em homenagem à José Carlos Farias Caetano ("Machine"), conhecido como Síndico da Passarela. Sua primeira edição foi realizada em 2016. A escolha dos contemplados é feita pelos coordenadores do prêmio e pelo júri técnico formado por personalidades ligadas ao samba e ao carnaval.
| Ano  | Categoria premiada                      | Referência |
| ---- | --------------------------------------- | ---------- |
| 2016 | Torcida Organizada (Guerreiros da Vila) | [ 73 ]     |
| 2022 | Estilista (Henrique Filho)              | [ 74 ]     |

## Passista Samba no Pé
O Prêmio Passista Samba no Pé é destinado exclusivamente ao segmento de passistas do carnaval do Rio de Janeiro, sendo oferecido pelo portal Passista Samba no Pé. Contempla a primeira e segunda divisão do carnaval. Sua primeira edição foi realizada em 2016. A escolha dos contemplados é realizada pelos coordenadores do prêmio.
| Ano  | Categoria premiada           | Referência    |
| ---- | ---------------------------- | ------------- |
| 2020 | Melhor Conjunto de Fantasias | [ 75 ] [ 76 ] |

## Plumas & Paetês Cultural
O Prêmio Plumas & Paetês Cultural é uma premiação concedida desde 2005 à técnicos e profissionais que trabalham nos bastidores do carnaval carioca.
| Ano  | Categoria                                          | Premiado(a)                                                                                             | C  | Referência |
| ---- | -------------------------------------------------- | --- | -- | ---------- |
| 2006 | Carnavalesco                                       | Alexandre Louzada                                                                                       | 1  | [ 78 ]     |
| 2006 | Destaque Masculino                                 | Jorge Braz                                                                                              | 2  | [ 78 ]     |
| 2006 | Destaque Performático                              | Paulo Robert                                                                                            | 3  | [ 78 ]     |
| 2007 | Historiador / Pesquisador                          | Alex Varela                                                                                             | 4  | [ 79 ]     |
| 2008 | Aderecista                                         | Delfin                                                                                                  | 5  | [ 80 ]     |
| 2009 | Coreógrafo de Comissão de Frente                   | Marcelo Misailidis                                                                                      | 6  | [ 81 ]     |
| 2009 | Desenhista                                         | Alex de Souza                                                                                           | 7  | [ 81 ]     |
| 2009 | Diretor de Carnaval                                | Ricardo Fernandes                                                                                       | 8  | [ 81 ]     |
| 2009 | Carpinteiro                                        | Washington Castelo                                                                                      | 9  | [ 81 ]     |
| 2009 | Escultor                                           | Flávio Policarpo                                                                                        | 10 | [ 81 ]     |
| 2009 | Revelação                                          | Daniel Rocha (Projetista 3D)                                                                            | 11 | [ 81 ]     |
| 2011 | Aderecista                                         | Julio Cerqueira                                                                                         | 12 | [ 82 ]     |
| 2012 | Escultor                                           | Rossy Amoedo                                                                                            | 13 | [ 83 ]     |
| 2013 | Compositores                                       | Martinho da Vila, André Diniz, Arlindo Cruz, Tunico da Vila e Leonel                                    | 14 | [ 84 ]     |
| 2013 | Diretor de Harmonia                                | Décio Bastos                                                                                            | 15 | [ 84 ]     |
| 2013 | Escultor                                           | Rossy Amoedo                                                                                            | 16 | [ 84 ]     |
| 2018 | Maquiador Artístico                                | Jorge Abreu                                                                                             | 17 | [ 85 ]     |
| 2019 | Carnavalesco                                       | Edson Pereira                                                                                           | 18 | [ 86 ]     |
| 2019 | Artesão / Escultor                                 | Alex Salvador                                                                                           | 19 | [ 86 ]     |
| 2019 | Carpinteiro                                        | Juracir                                                                                                 | 20 | [ 86 ]     |
| 2019 | Desenhista                                         | André Rodrigues                                                                                         | 21 | [ 86 ]     |
| 2019 | Estilista                                          | Geraldo Lopes                                                                                           | 22 | [ 86 ]     |
| 2019 | Pintor Artístico                                   | Leandro Assis                                                                                           | 23 | [ 86 ]     |
| 2020 | Artesão / Escultor                                 | Alex Salvador                                                                                           | 24 | [ 87 ]     |
| 2020 | Pintor Artístico                                   | Leandro Assis                                                                                           | 25 | [ 87 ]     |
| 2022 | Compositores                                       | Evandro Bocão, André Diniz, Dudu Nobre, Professor Waldimir, Marcelo Valença, Leno Dias e Mauro Speranza | 26 | [ 88 ]     |
| 2022 | Diretor de Barracão                                | Luiz Martins                                                                                            | 27 | [ 88 ]     |
| 2022 | Estilista                                          | Fernando Magalhães                                                                                      | 28 | [ 89 ]     |
| 2022 | Ferreiro                                           | João Lopes                                                                                              | 29 | [ 89 ]     |
| 2022 | Modelista                                          | Alessandra Reis                                                                                         | 30 | [ 89 ]     |
| 2022 | Pintor Artístico                                   | Leandro Assis                                                                                           | 31 | [ 89 ]     |
| 2022 | Técnico de Efeitos Especiais                       | Alex Salvador                                                                                           | 32 | [ 89 ]     |
| 2023 | Coreógrafo de Alas ou Alegorias                    | Fábio Costa                                                                                             | 33 | [ 90 ]     |
| 2023 | Desenhista / Projetista                            | Paulo Barros e Junior Barata                                                                            | 34 | [ 90 ]     |
| 2023 | Ferreiro                                           | João Lopes                                                                                              | 35 | [ 90 ]     |
| 2023 | Iluminador                                         | Rogério Kennedy                                                                                         | 36 | [ 90 ]     |
| 2023 | Técnico de Efeitos Especiais / Formas e Movimentos | Alex Salvador                                                                                           | 37 | [ 90 ]     |
| 2024 | Diretor de Carnaval                                | Moisés Carvalho                                                                                         | 38 | [ 91 ]     |
| 2024 | Ferreiro                                           | João Lopes                                                                                              | 39 | [ 91 ]     |
| 2024 | Pintor Artístico                                   | Leandro Assis                                                                                           | 40 | [ 91 ]     |
| 2025 | Diretor de Passistas                               | Gabriel Castro                                                                                          | 41 | [ 92 ]     |
| 2025 | Estilista                                          | Fernando Magalhães                                                                                      | 42 | [ 92 ]     |
| 2025 | Ferreiro                                           | João Lopes                                                                                              | 43 | [ 92 ]     |
| 2025 | Maquiador Artístico                                | Jorge Abreu                                                                                             | 44 | [ 92 ]     |
| 2025 | Pintor Artístico                                   | Leandro Assis                                                                                           | 45 | [ 92 ]     |

## Prêmio 100% Carnaval
100% Carnaval é um prêmio virtual concedido desde 2019 às escolas de samba da primeira e da segunda divisão do carnaval carioca.
| Ano  | Categoria premiada               | C  | Referência |
| ---- | -------------------------------- | -- | ---------- |
| 2019 | Mestre-sala (Raphael Rodrigues)  | 1  | [ 93 ]     |
| 2019 | Conjunto de Alegorias            | 2  | [ 93 ]     |
| 2020 | Intérprete (Tinga)               | 3  | [ 94 ]     |
| 2022 | Intérprete (Tinga)               | 4  | [ 95 ]     |
| 2022 | Ala de Passistas                 | 5  | [ 95 ]     |
| 2022 | Personalidade (Martinho da Vila) | 6  | [ 95 ]     |
| 2023 | Bateria                          | 7  | [ 96 ]     |
| 2023 | Intérprete (Tinga)               | 8  | [ 96 ]     |
| 2023 | Ala de Baianas                   | 9  | [ 96 ]     |
| 2023 | Ala de Passistas                 | 10 | [ 96 ]     |
| 2025 | Ala de Passistas                 | 11 | [ 97 ]     |

## Resenha dos Sambistas
Resenha dos Sambistas é uma premiação criada em 2024, idealizada e promovida pelos diretores de carnaval Junior Escafura e Dudu Azevedo. Os premiados são indicados por diretores de carnaval e representantes dos segmentos de cada escola. Os três indicados de cada categoria recebem placas de primeiro, segundo e terceiro lugar.
| Ano  | Categorias premiadas  | Outras indicações | Referência     |
| ---- | --------------------- | --- | -------------- |
| 2024 | - Direção de Barracão | - Intérprete - Tinga (terceiro lugar) - Ala de Baianas (terceiro lugar) - Comissão de Frente (terceiro lugar) - Direção de Carnaval (terceiro lugar) | [ 99 ] [ 100 ] |
| 2025 | -                     | - Direção de Barracão (terceiro lugar) - Direção de Carnaval (terceiro lugar)                                                                        | [ 101 ]        |

## S@mba-Net
O Prêmio S@mba-Net é uma premiação concedida às escolas de samba da primeira, segunda e terceira divisões do carnaval do Rio de Janeiro. Foi idealizado pelo carnavalesco Luiz Fernando Reis e criado em 1999, ano de sua primeira edição. Os premiados são escolhidos por jornalistas que fazem a cobertura dos desfiles e pelos coordenadores do prêmio.
| Ano  | Categoria premiada                                                                           | C  | Referência      |
| ---- | -------------------------------------------------------------------------------------------- | -- | --------------- |
| 2001 | Mestre-sala e Porta-bandeira (Carlos Leonardo e Carla Cristina)                              | 1  | [ 105 ] [ 106 ] |
| 2002 | Conjunto alegórico                                                                           | 2  | [ 107 ] [ 108 ] |
| 2002 | Personalidade Feminina (Píldes Pereira)                                                      | 3  | [ 107 ] [ 108 ] |
| 2003 | Samba-enredo ("Oscar Niemeyer, o Arquiteto no Recanto da Princesa")                          | 4  | [ 109 ] [ 110 ] |
| 2003 | Ala de Passistas                                                                             | 5  | [ 109 ] [ 110 ] |
| 2004 | Melhor Desfile                                                                               | 6  | [ 111 ] [ 112 ] |
| 2004 | Ala de Baianas                                                                               | 7  | [ 111 ] [ 112 ] |
| 2004 | Mais Elegante Galeria de Velha Guarda                                                        | 8  | [ 111 ] [ 112 ] |
| 2006 | Carnavalesco (Alexandre Louzada)                                                             | 9  | [ 113 ] [ 114 ] |
| 2006 | Mais Elegante Galeria de Velha Guarda                                                        | 10 | [ 113 ] [ 114 ] |
| 2009 | Ala de Passistas                                                                             | 11 | [ 115 ] [ 116 ] |
| 2011 | Destaque de Luxo (Ednelson - 2.ª alegoria)                                                   | 12 | [ 117 ] [ 118 ] |
| 2012 | Mais Elegante Galeria de Velha Guarda                                                        | 13 | [ 119 ] [ 120 ] |
| 2012 | Prêmio Especial (Rosa Magalhães - Carnavalesca da escola)                                    | 14 | [ 119 ] [ 120 ] |
| 2013 | Desfile Mais Empolgante                                                                      | 15 | [ 121 ]         |
| 2013 | Samba-enredo ("A Vila Canta o Brasil, Celeiro do Mundo - Água no Feijão que Chegou Mais Um") | 16 | [ 121 ]         |
| 2013 | Intérprete (Tinga)                                                                           | 17 | [ 121 ]         |
| 2016 | Enredo ("Memórias do Pai Arraia - Um Sonho Pernambucano, Um Legado Brasileiro")              | 18 | [ 122 ]         |
| 2019 | Conjunto de Passistas                                                                        | 19 | [ 123 ]         |
| 2022 | Bateria                                                                                      | 20 | [ 124 ]         |
| 2022 | Conjunto de Passistas                                                                        | 21 | [ 124 ]         |
| 2024 | Mais Elegante Galeria de Velha Guarda                                                        | 22 | [ 125 ]         |

## SRzd Carnaval
O Prêmio SRzd Carnaval é uma premiação organizada e concedida pelo site SRzd à primeira, segunda e terceira divisões do carnaval carioca. De 2008 a 2011 foi realizado como "Estrela do Carnaval". A partir de 2012, passou a se chamar SRzd Carnaval. Os premiados são escolhidos por jornalistas que fazem a cobertura dos desfiles das escolas de samba.
| Ano  | Categoria premiada                                                                           | C  | Referência |
| ---- | -------------------------------------------------------------------------------------------- | -- | ---------- |
| 2013 | Melhor Desfile                                                                               | 1  | [ 127 ]    |
| 2013 | Samba-enredo ("A Vila Canta o Brasil, Celeiro do Mundo - Água no Feijão que Chegou Mais Um") | 2  | [ 127 ]    |
| 2014 | Bateria                                                                                      | 3  | [ 128 ]    |
| 2016 | Intérprete (Igor Sorriso)                                                                    | 4  | [ 129 ]    |
| 2016 | Mestre-sala e Porta-bandeira (Phelipe Lemos e Dandara Ventapane)                             | 5  | [ 129 ]    |
| 2019 | Melhor Escola                                                                                | 6  | [ 130 ]    |
| 2019 | Carnavalesco (Edson Pereira)                                                                 | 7  | [ 130 ]    |
| 2019 | Ala de Baianas                                                                               | 8  | [ 130 ]    |
| 2020 | Bateria                                                                                      | 9  | [ 131 ]    |
| 2020 | Interprete (Tinga)                                                                           | 10 | [ 131 ]    |
| 2020 | Mestre-sala e Porta-bandeira (Raphael Rodrigues e Denadir Garcia)                            | 11 | [ 131 ]    |
| 2022 | Ala de Passistas                                                                             | 12 | [ 132 ]    |
| 2023 | Melhor Escola                                                                                | 13 | [ 133 ]    |
| 2023 | Ala de Baianas                                                                               | 14 | [ 133 ]    |
| 2024 | Samba-enredo ("Gbala - Viagem ao Templo da Criação")                                         | 15 | [ 134 ]    |
| 2024 | Enredo ("Gbala - Viagem ao Templo da Criação")                                               | 16 | [ 134 ]    |
| 2024 | Interprete (Tinga)                                                                           | 17 | [ 134 ]    |
| 2024 | Mestre-sala e Porta-bandeira (Marcinho Siqueira e Cristiane Caldas)                          | 18 | [ 134 ]    |
| 2024 | Ala de Baianas                                                                               | 19 | [ 134 ]    |
| 2024 | Carnavalesco (Paulo Barros)                                                                  | 20 | [ 134 ]    |

## Troféu Bateria
O Troféu Bateria é concedido por especialistas no assunto, desde 2016, às escolas de samba da primeira e da segunda divisão do carnaval carioca.
| Ano  | Categoria premiada                                  | C | Referência |
| ---- | --------------------------------------------------- | - | ---------- |
| 2016 | Baluarte (Mestre Mug)                               | 1 | [ 135 ]    |
| 2019 | Ala de Cuíca                                        | 2 | [ 135 ]    |
| 2019 | Bateria do Povo (eleita por votação popular online) | 3 | [ 135 ]    |
| 2020 | Ala de Tamborim                                     | 4 | [ 135 ]    |
| 2022 | Ala de Cuíca                                        | 5 | [ 135 ]    |
| 2023 | Bateria do Povo (eleita por votação popular online) | 6 | [ 135 ]    |
| 2025 | Melhor Bateria                                      | 7 | [ 135 ]    |
| 2025 | Ala de Tamborim                                     | 8 | [ 135 ]    |
| 2025 | Ala de Chocalho                                     | 9 | [ 135 ]    |

## Troféu Explosão in Samba
O Troféu Explosão in Samba é concedido pela Revista Explosão in Samba desde 2017 às escolas de samba da primeira e da segunda divisão do carnaval carioca.
| Ano  | Categoria premiada                | C | Referência |
| ---- | --------------------------------- | - | ---------- |
| 2020 | Rainha de Bateria (Aline Riscado) | 1 | [ 136 ]    |
| 2022 | Bateria                           | 2 | [ 137 ]    |
| 2022 | Personalidade (Martinho da Vila)  | 3 | [ 137 ]    |
| 2023 | Melhor Escola                     | 4 | [ 138 ]    |
| 2024 | Harmonia                          | 5 | [ 139 ]    |

## Troféu Sambario
O Troféu Sambario é um prêmio virtual concedido pelo site especializado Sambario desde 2009 às escolas de samba dos grupos Especial e de acesso. Entre 2013 e 2017, não foi realizado, retornando com a edição de 2018. Os vencedores são escolhidos através de votação interna feita entre a equipe do site Sambario, com jornalistas e integrantes de outros veículos convidados.
| Ano  | Categoria premiada                                                   | C  | Referência |
| ---- | -------------------------------------------------------------------- | -- | ---------- |
| 2009 | Comissão de Frente                                                   | 1  | [ 140 ]    |
| 2009 | Alegoria (Abre-alas - "Bota-abaixo")                                 | 2  | [ 140 ]    |
| 2010 | Samba-enredo ("Noel: A Presença do Poeta da Vila")                   | 3  | [ 141 ]    |
| 2010 | Enredo ("Noel: A Presença do Poeta da Vila")                         | 4  | [ 141 ]    |
| 2011 | Melhor Escola                                                        | 5  | [ 142 ]    |
| 2012 | Melhor Escola                                                        | 6  | [ 143 ]    |
| 2012 | Enredo ("Você Semba Lá... Que Eu Sambo Cá! O Canto Livre de Angola") | 7  | [ 143 ]    |
| 2012 | Comissão de Frente                                                   | 8  | [ 143 ]    |
| 2012 | Personalidade (Martinho da Vila)                                     | 9  | [ 143 ]    |
| 2018 | Personalidade (Martinho da Vila)                                     | 10 | [ 144 ]    |
| 2019 | Comissão de Frente                                                   | 11 | [ 145 ]    |
| 2019 | Intérprete (Tinga)                                                   | 12 | [ 145 ]    |
| 2019 | Ala de Baianas                                                       | 13 | [ 145 ]    |
| 2019 | Ala de Passistas                                                     | 14 | [ 145 ]    |
| 2019 | Conjunto Alegórico                                                   | 15 | [ 145 ]    |
| 2019 | Carnavalesco (Edson Pereira)                                         | 16 | [ 145 ]    |
| 2019 | Revelação (Macaco Branco - Mestre de Bateria)                        | 17 | [ 145 ]    |
| 2022 | Personalidade (Martinho da Vila)                                     | 18 | [ 146 ]    |
| 2023 | Bateria                                                              | 19 | [ 147 ]    |
| 2023 | Intérprete (Tinga)                                                   | 20 | [ 147 ]    |
| 2023 | Ala de Passistas                                                     | 21 | [ 147 ]    |
| 2023 | Conjunto Alegórico                                                   | 22 | [ 147 ]    |
| 2023 | Alegoria ("Festas de São Jorge")                                     | 23 | [ 147 ]    |
| 2023 | Carnavalesco (Paulo Barros)                                          | 24 | [ 147 ]    |

## Troféu Tupi Carnaval Total
O Troféu Tupi Carnaval Total é um prêmio concedido pela Super Rádio Tupi, desde 2010, às escolas de samba da primeira e segunda divisão do carnaval. Os premiados são escolhidos por jornalistas, comentaristas e repórteres que cobrem o carnaval pela Rádio Tupi. Entre 2016 e 2019 o prêmio não foi entregue, retornando com a edição de 2020.
| Ano  | Categoria premiada                                                                           | C | Referência |
| ---- | -------------------------------------------------------------------------------------------- | - | ---------- |
| 2012 | Comissão de Frente                                                                           | 1 | [ 148 ]    |
| 2013 | Melhor Escola                                                                                | 2 | [ 149 ]    |
| 2013 | Samba-enredo ("A Vila Canta o Brasil, Celeiro do Mundo - Água no Feijão que Chegou Mais Um") | 3 | [ 149 ]    |
| 2013 | Harmonia                                                                                     | 4 | [ 149 ]    |
| 2013 | Carnavalesca (Rosa Magalhães)                                                                | 5 | [ 149 ]    |
| 2022 | Intérprete (Tinga)                                                                           | 6 | [ 150 ]    |
| 2023 | Ala de Baianas                                                                               | 7 | [ 151 ]    |

## Prêmios extintos

### Gazeta do Rio
O Prêmio Gazeta do Rio foi concedido em 2022 pelo site Gazeta do Rio às escolas de samba do carnaval carioca. Os premiados foram escolhidos por jornalistas especializados, foliões e parceiros do site.
| Ano  | Categoria premiada                                                | Referência |
| ---- | ----------------------------------------------------------------- | ---------- |
| 2022 | Samba-enredo ("Canta, Canta, Minha Gente! A Vila É de Martinho!") | [ 152 ]    |

### Melhores do Carnaval
O Melhores do Carnaval foi concedido em 2019 pelo site Carnaval Interativo às escolas de samba da primeira e segunda divisões do carnaval carioca.
| Ano  | Categoria premiada | C | Referência |
| ---- | ------------------ | - | ---------- |
| 2019 | Comissão de Frente | 1 | [ 153 ]    |
| 2019 | Conjunto Alegórico | 2 | [ 153 ]    |
| 2019 | Fantasias          | 3 | [ 153 ]    |
| 2019 | Ala de Baianas     | 4 | [ 153 ]    |
| 2019 | Ala de Passistas   | 5 | [ 153 ]    |

### Tamborim de Ouro
O Troféu Tamborim de Ouro foi um prêmio entregue entre 1998 e 2020 à primeira e segunda divisão do carnaval do Rio de Janeiro. Era organizado e oferecido pelo Jornal O Dia. Algumas categorias tinham seus vencedores escolhidos por meio de votação popular online, enquanto outras eram votadas por um júri de jornalistas e especialistas.
| Ano  | Categoria premiada                                                                           | C  | Referência      |
| ---- | -------------------------------------------------------------------------------------------- | -- | --------------- |
| 2007 | Comissão de Frente                                                                           | 1  | [ 156 ]         |
| 2008 | Musa da Sapucaí (Natália Guimarães)                                                          | 2  | [ 157 ]         |
| 2009 | Melhor Escola                                                                                | 3  | [ 158 ]         |
| 2009 | Comissão de Frente                                                                           | 4  | [ 158 ]         |
| 2010 | Enredo ("Noel: A Presença do Poeta da Vila")                                                 | 5  | [ 159 ]         |
| 2010 | Personalidade (Martinho da Vila)                                                             | 6  | [ 159 ]         |
| 2011 | Ala de Baianas                                                                               | 7  | [ 160 ] [ 161 ] |
| 2012 | Melhor Escola                                                                                | 8  | [ 162 ] [ 163 ] |
| 2012 | Comissão de Frente                                                                           | 9  | [ 162 ] [ 163 ] |
| 2012 | Personalidade (Martinho da Vila)                                                             | 10 | [ 162 ] [ 163 ] |
| 2013 | Samba-enredo ("A Vila Canta o Brasil, Celeiro do Mundo - Água no Feijão que Chegou Mais Um") | 11 | [ 164 ]         |
| 2013 | Personalidade (Martinho da Vila)                                                             | 12 | [ 164 ]         |
| 2016 | Prêmio Especial (Martinho da Vila e Mart'nália)                                              | 13 | [ 165 ]         |
| 2019 | Rainha de Bateria (Sabrina Sato)                                                             | 14 | [ 166 ]         |

### Troféu Apoteose
Troféu Apoteose foi um prêmio concedido pelo Programa Cidade do Samba, do radialista João Estevam, entre 2004 e 2014 à primeira, segunda e terceira divisões do carnaval do Rio de Janeiro.
| Ano  | Categoria premiada                                                                           | C | Referência |
| ---- | -------------------------------------------------------------------------------------------- | - | ---------- |
| 2006 | Melhor Escola                                                                                | 1 | [ 167 ]    |
| 2006 | Carnavalesco (Alexandre Louzada)                                                             | 2 | [ 167 ]    |
| 2013 | Melhor Escola                                                                                | 3 | [ 168 ]    |
| 2013 | Samba-enredo ("A Vila Canta o Brasil, Celeiro do Mundo - Água no Feijão que Chegou Mais Um") | 4 | [ 168 ]    |
| 2014 | Porta-bandeira (Giovanna Justo)                                                              | 5 | [ 169 ]    |

### Troféu Jorge Lafond
Troféu Jorge Lafond foi um prêmio concedido entre 2004 e 2016 pela escola de samba Acadêmicos do Cubango às agremiações dos grupos de acesso. O prêmio foi criado em homenagem ao ator Jorge Lafond.
| Ano  | Categoria premiada                                   | C | Referência |
| ---- | ---------------------------------------------------- | - | ---------- |
| 2004 | Comunicação com o público                            | 1 | [ 171 ]    |
| 2004 | Ala de Passistas                                     | 2 | [ 171 ]    |
| 2004 | Personalidade (Evandro Bocão - Presidente da escola) | 3 | [ 171 ]    |
| 2005 | Velha Guarda                                         | 4 | [ 172 ]    |
| 2005 | Personalidade (Evandro Bocão)                        | 5 | [ 172 ]    |
| 2012 | Personalidade (Quitéria Chagas - Musa da escola)     | 6 | [ 173 ]    |
| 2013 | Personalidade (Evandro Bocão)                        | 7 | [ 174 ]    |

### Troféu Papa-Tudo - Rede Manchete
O Troféu Papa-Tudo - Rede Manchete foi um prêmio concedido pela Rede Manchete entre os anos de 1995 e 1998 às escolas de samba da primeira e segunda divisões do carnaval carioca.
| Ano  | Categoria premiada                                    | Referência |
| ---- | ----------------------------------------------------- | ---------- |
| 1995 | Samba-enredo ("Cara e Coroa, as Duas Faces da Moeda") | [ 175 ]    |

### Troféu Rádio Manchete
Troféu Rádio Manchete foi um prêmio concedido pela Rádio Manchete às escolas do grupos Especial, Acesso A e B. Os vencedores eram escolhidos por comentaristas e repórteres de Carnaval da Rádio Manchete AM.
| Ano  | Categoria premiada                                                                             | Referência |
| ---- | ---------------------------------------------------------------------------------------------- | ---------- |
| 2009 | Enredo ("Neste Palco da Folia, Minha Vila Anuncia: Theatro Municipal, a Centenária Maravilha") | [ 176 ]    |
| 2009 | Comissão de Frente                                                                             | [ 176 ]    |
| 2010 | Enredo ("Noel: A Presença do Poeta da Vila")                                                   | [ 177 ]    |

### Troféu Sambista
Troféu Sambista foi uma premiação concedida entre 2016 e 2018 pelo Jornal do Sambista às escolas de samba da primeira, segunda e terceira divisões do carnaval.
| Ano  | Categoria premiada            | Referência |
| ---- | ----------------------------- | ---------- |
| 2017 | Samba-enredo ("O Som da Cor") | [ 178 ]    |
| 2018 | Velha Guarda                  | [ 179 ]    |

### Troféu Vai Dar Samba
O Troféu Vai Dar Samba foi entregue em 2018, elegendo os melhores da primeira e segunda divisões do carnaval carioca. Foi oferecido pelo programa Vai Dar Samba, da Rádio 94 FM, sob responsabilidade do jornalista Miro Ribeiro.
| Ano  | Categoria premiada  | Referência |
| ---- | ------------------- | ---------- |
| 2018 | Intérprete (Tinga)  | [ 180 ]    |
| 2018 | Revelação (Dandara) | [ 180 ]    |

### Veja Rio Carnaval
Veja Rio Carnaval foi um prêmio concedido pela Revista Veja Rio às escolas de samba do Grupos Especial nos carnavais de 2013 e 2014.
| Ano  | Categoria premiada                                                                           | Referência |
| ---- | -------------------------------------------------------------------------------------------- | ---------- |
| 2013 | Samba-enredo ("A Vila Canta o Brasil, Celeiro do Mundo - Água no Feijão que Chegou Mais Um") | [ 181 ]    |
| 2013 | Carnavalesca (Rosa Magalhães)                                                                | [ 181 ]    |
| 2013 | Alegoria (Carro dos girassóis)                                                               | [ 181 ]    |

## Condecorações

### Ordem do Mérito Cultural
A Ordem do Mérito Cultural (OMC) é uma ordem honorífica dada a personalidades e entidades como forma de reconhecer suas contribuições à cultura do Brasil. A Mangueira foi agraciado com a Ordem do Mérito Cultural em 2001, ao lado das escolas Portela, Mangueira e Império Serrano.
| Ano  | Condecoração             | Referência |
| ---- | ------------------------ | ---------- |
| 2001 | Ordem do Mérito Cultural | [ 182 ]    |

## Outros

### Cidadão Samba
Cidadão Samba foi um título concedido anualmente pela imprensa carioca a sambistas e representantes notórios das escolas de samba do Rio de Janeiro. A condecoração foi criada em 1936 pelo Jornal A Nação. Ao longo do tempo, passou por diversas fases, sendo organizado por diferentes órgãos da imprensa carioca.
| Ano  | Cidadão Samba                        | Referência |
| ---- | ------------------------------------ | ---------- |
| 1940 | Paulo Gomes de Aquino (Paulo Brazão) | [ 184 ]    |
| 1964 | Sebastião Moretson (Tião Copeba)     | [ 184 ]    |
| 1965 | Sebastião Moretson (Tião Copeba)     | [ 184 ]    |
| 1977 | Jaburu                               | [ 184 ]    |
| 1988 | Claudinho do Espírito Santo          | [ 184 ]    |